# Azizbek Turgunboev
Azizbek Turgunboev (en uzbeko: Azizbek Turgʻunboev, en ruso: Азизбек Тургунбоев; Namangan, 1 de octubre de 1994) es un futbolista de Uzbekistán que juega en la posición de extremo con el Pakhtakor Tashkent de la Super Liga de Uzbekistán.

## Selección nacional
Debutó con Uzbekistán en 2018. Su primer gol con la selección nacional lo anotó el 14 de junio de 2022 en la victoria por 2-0 ante Tailandia en Namangan por la Clasificación para la Copa Asiática 2023.
Turgunboev tuvo su primera aparición a nivel continental en la Copa Asiática 2019 en Emiratos Árabes Unidos, y también participó en la la edición de 2023 en Catar donde anotó dos goles.

## Clubes
| Club               | País       | Año       |
| ------------------ | ---------- | --------- |
| Navbahor Namangan  | Uzbekistán | 2015-2021 |
| Pakhtakor Tashkent | Uzbekistán | 2021-2023 |
| Sivasspor          | Turquía    | 2024-2025 |
| Pakhtakor Tashkent | Uzbekistán | 2025-     |

## Palmarés

### Títulos nacionales
| Título                   | Club               | País       | Año  |
| ------------------------ | ------------------ | ---------- | ---- |
| Supercopa de Uzbekistán  | Pakhtakor Tashkent | Uzbekistán | 2021 |
| Super Liga de Uzbekistán | Pakhtakor Tashkent | Uzbekistán | 2021 |
| Supercopa de Uzbekistán  | Pakhtakor Tashkent | Uzbekistán | 2022 |
| Super Liga de Uzbekistán | Pakhtakor Tashkent | Uzbekistán | 2022 |
| Super Liga de Uzbekistán | Pakhtakor Tashkent | Uzbekistán | 2023 |